# Tipulodes annae
Tipulodes annae – gatunek motyla z rodziny mrocznicowatych i podrodziny niedźwiedziówkowatych.
Gatunek ten został opisany w 2003 roku przez Łukasza Przybyłowicza, który nadał mu nazwę na cześć swojej żony Anny. Charakteryzuje się on czerwoną barwą podstawy przedniej krawędzi skrzydła oraz śródplecza, czym można go odróżnić od innych gatunków z rodzaju Tipulodes.

## Występowanie
Gatunek występuje w Kolumbii i Panamie. W Kolumbii został zaobserwowany w Andach, dolinie Magdaleny oraz w Chocó. W Panamie zaobserwowano go w Darién. Jest jedynym gatunkiem z rodzaju Tipoludes zamieszkującym Amerykę Środkową oraz prawdopodobnie jedynym gatunkiem z tego rodzaju zamieszkującym tereny górskie.